# Utinatuk Glacier
Utinatuk Glacier är en glaciär i Kanada.   Den ligger i territoriet Nunavut, i den nordöstra delen av landet, 2 800 km norr om huvudstaden Ottawa. Utinatuk Glacier ligger 498 meter över havet.
Terrängen runt Utinatuk Glacier är huvudsakligen bergig, men åt sydost är den kuperad. Trakten runt Utinatuk Glacier är nära nog obefolkad, med mindre än två invånare per kvadratkilometer.. Det finns inga samhällen i närheten. 
Trakten runt Utinatuk Glacier är permanent täckt av is och snö.